# Alexander Wadsworth

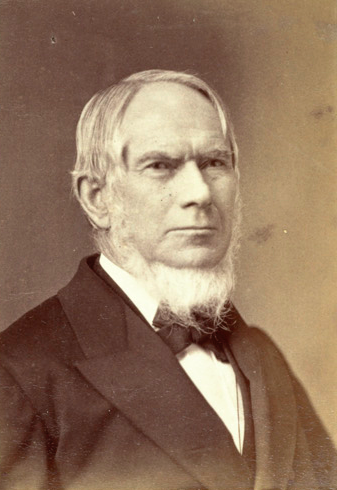

Alexander Wadsworth (Hiram, Maine, 1806 – 1898) foi um arquiteto paisagístico e agrimensor estadunidense, mais conhecido por seu trabalho no Mount Auburn Cemetery em Cambridge, Massachusetts.
Nascido em Hiram, Wadsworth estudou engenharia civil no Gardiner Lyceum antes de iniciar seu trabalho como agrimensor na área de Boston. Colaborou com Henry Alexander Scammell Dearborn sobre os detalhes topográficos do Mount Auburn Cemetery. Wadsworth foi um primo do poeta Henry Wadsworth Longfellow.